# Kaarel Robert Pusta

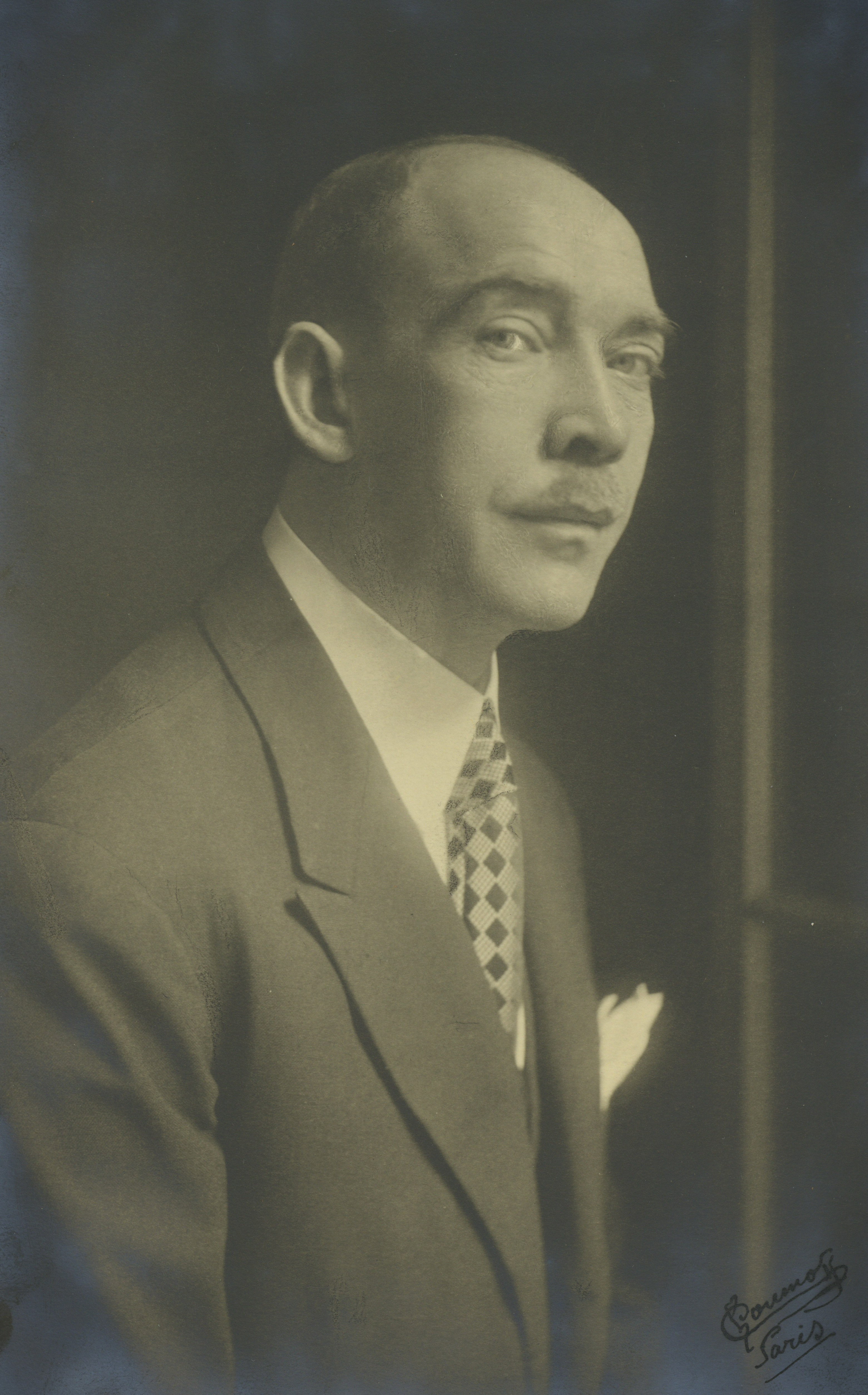
Kaarel Robert Pusta (1931)

Kaarel Robert Pusta (* 18. Februarjul. / 1. März 1888greg. in Narva; † 4. Mai 1964 in Madrid) war ein estnischer Jurist, Diplomat und Politiker. Er war 1920 und 1924/25 Außenminister der Republik Estland.

## Jugend und Exil
Kaarel Robert Pusta engagierte sich früh gegen die Herrschaft Nikolaus’ II. in Russland. Er gehörte zum Kreis um Michail Kalinin. Pusta wurde 1903 verhaftet, dann aber wieder freigelassen. 1904 floh er ins Exil. Es folgten Aufenthalte in Deutschland, Frankreich und der Schweiz. Er nutzte die Zeit in Paris und Bern für sein Studium.
1906 ging er in seine Heimat zurück und betätigte sich als Journalist. Von 1906 bis 1908 war er Redakteur der Zeitung Virulane, von 1910 bis 1914 war in der Redaktion von Päevaleht beschäftigt. Von 1915 bis 1917 nahm er als Kriegsbeamter am Ersten Weltkrieg teil.

## Diplomatie
Mit der Ausrufung der Republik Estland begann die diplomatische Karriere des polyglotten Pusta. 1918/19 war er einer der außenpolitischen Wegbereiter der Anerkennung des neuen Staates durch Frankreich und Belgien. 1919 nahm er an der Pariser Friedenskonferenz teil. Ab 1919 war Pusta estnischer Gesandter in Frankreich (und Belgien). Von 1921 bis 1923 war er estnischer Gesandter in Rom.
Er vertrat Estland unter anderem in der Völkerbundversammlung und im Völkerbundsrat. 1923 war er Vizepräsident der Völkerbundversammlung.
Weitere diplomatische Spitzenposten führten Pusta als Gesandten nach Spanien (1928–1932), Polen (1932–1934, doppelakkreditiert für Rumänien und die Tschechoslowakei) und Schweden (1935, doppelakkreditiert für Dänemark und Norwegen).
Kaarel Robert Pusta war Gründer der Paneuropäischen Bewegung in Estland. Er war einer der herausragendsten und international anerkanntesten Völkerrechtler seines Landes. Pusta war Gründungsmitglied der Internationalen Diplomatischen Akademie und Mitglied auf Lebenszeit der Haager Akademie für Völkerrecht.

## Politik
1920 war der parteilose Pusta im kurzlebigen Kabinett von Staat- und Regierungschef Ado Birk für drei Tage estnischer Außenminister.
Es folgte von Dezember 1924 bis Oktober 1925 eine erneute Amtszeit als Außenminister im Kabinett von Jüri Jaakson.

## Verhaftung
Nach angeblichen Umsturzplänen des verbotenen rechtsextremen „Bunds der Freiheitskämpfer“ rief die estnische Regierung Pusta im Dezember 1935 von seinem diplomatischen Posten in Schweden zurück. Sie verdächtigte ihn (wohl zu Unrecht), Verbindungen zu den mutmaßlichen Putschisten unterhalten zu haben.
Bis 1936 saß Pusta in Untersuchungshaft, wurde jedoch in einem Gerichtsprozess freigesprochen. Pusta verließ Estland und lebte in Paris. Er war an der dortigen estnischen Gesandtschaft als Referent beschäftigt.
Mit der deutschen Besetzung von Paris am 14. Juli 1940 und der sowjetischen Besetzung Estlands am 17. Juni 1940 entschied sich Pusta für ein Leben im spanischen Exil. Er liegt in Madrid begraben.

## Veröffentlichungen (Auswahl)
- L’idée de l’union européenne devant les gouvernements et la Société des Nations (1931)
- Les problèmes de la Baltique (1934)
- Le Statut juridique de la Mer Baltique à partir de XIX siècle (1936)
- Kehra metsast maailma (Erinnerungen, 1936)
- Saadiku päevik (Erinnerungen, 1964)
- Kirjad kinnisest majast (posthum, 1966)